# Polemio Silvio
Polemio Silvio (in latino Polemius Silvius; fl. 438-448) è stato un funzionario e scrittore romano del V secolo.
Di origine gallica e attivo nella Gallia sud-orientale, Polemio fu funzionario presso il palatium imperiale prima del 438. Scrisse un'opera, il Laterculus, un calendario giuliano annotato per l'anno 449, che costituisce un tentativo di integrare il tradizionale ciclo festivo romano con le nuove festività cristiane.